# Tul'skij oružejnyj zavod

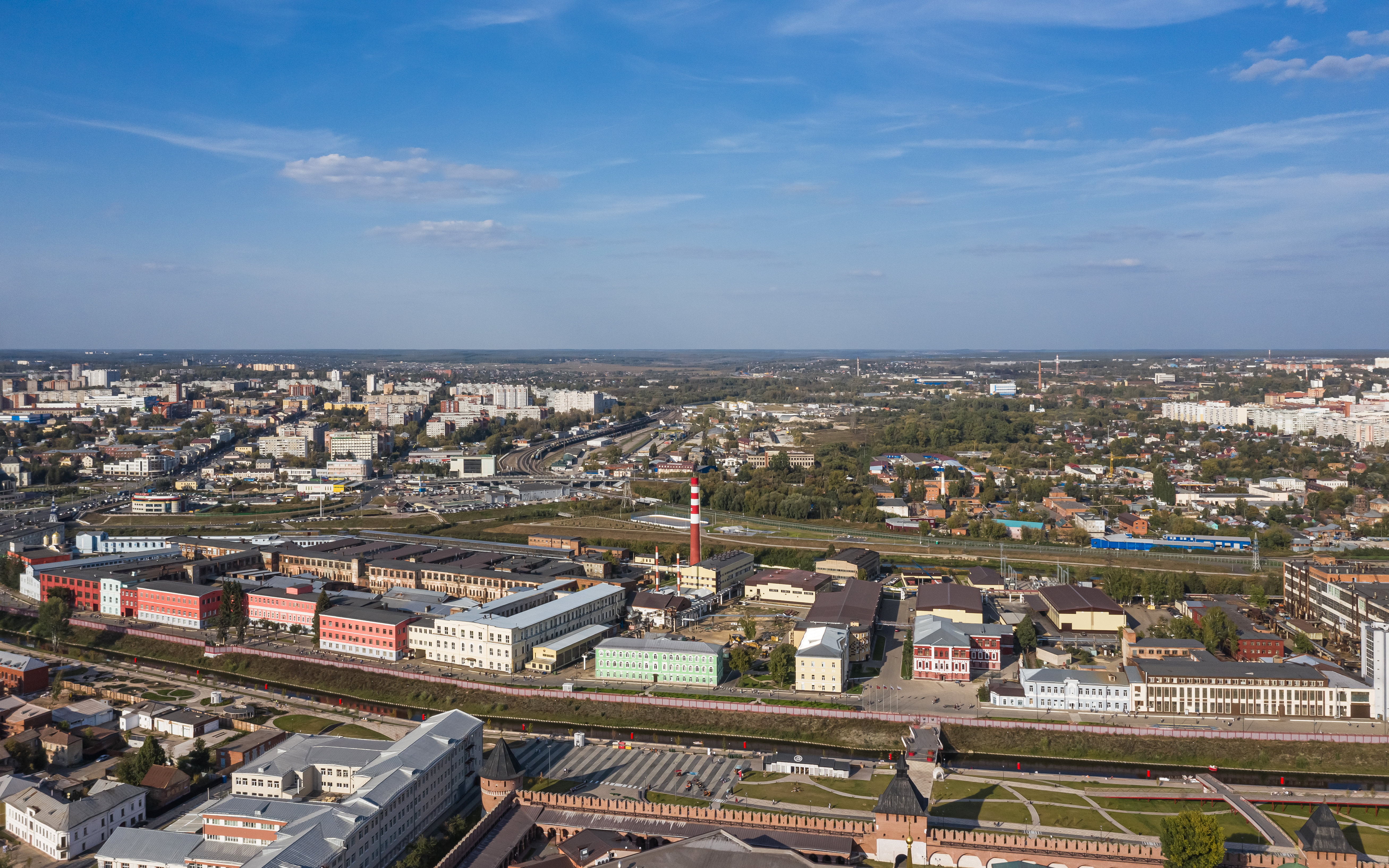
Tul'skij Oružejnyj Zavod

La Tul'skij oružejnyj zavod (in russo Тульский оружейный завод?) è una tra le più importanti fabbriche di armi russe; ha sede a Tula, 165 km a sud di Mosca.
Il famoso arsenale di Tula, oggi noto come TOZ, fu fondato nel 1712 dalla famiglia Demidov e ha prodotto e continua a produrre fucili militari di pregevole fattura che hanno contribuito a cambiare la storia del XIX secolo. (Mosin-Nagant, VSS, SKS)
Tula fu una città importante per l'Unione Sovietica durante la guerra fredda poiché rappresentava un importante punto strategico, infatti intorno alla città ancora oggi sono presenti numerose miniere collegate al resto del paese mediante un'importante via di comunicazione, il fiume Upa, e un'estesa rete ferroviaria.

## Storia dell'azienda
Durante il regno di Pietro il Grande, l'Impero russo entrò in un grande periodo di riforme, e necessitava dello sviluppo di industrie nazionali, infatti l'importazione di metalli, beni di consumo e in particolar modo di armi dal resto d'Europa aveva destabilizzato e indebolito l'economia e la sovranità del paese.
A inizio del XVIII secolo, la città di Tula era conosciuta per le sue miniere e per la grande esperienza di alcuni piccoli artigiani che si dedicavano alla realizzazione di armi, ma questo tipo di produzione non poteva soddisfare la costante crescita di equipaggiamenti dell'esercito. Così il 5 febbraio del 1712, con un ukas di Pietro il Grande, iniziò la costruzione dell'Arsenale di Tula.
Nel 1720 l'arsenale fornì all'esercito russo 22.000 armi ad avancarica tra fucili leggeri da fanteria e pistole.
Nel 1749 iniziò la produzione su vasta scala coltelli, baionette, spade ecc.
Nel XIX secolo l'arsenale raggiunse un livello di qualità della produzione tale da competere con i migliori impianti d'Europa.
Nel 1965 inizia la produzione del fucile sovrapposto a canne lisce TOZ-34 progettato da N. I. Korovjakov and V. P. Očnev.
Tra il 1961 e il 1982 a Tula si producono principalmente: Kalašnikov, missili guidati anticarro, Maljutka, Fagot, konkurs e lanciatori di granate.
Nel 1986 inizia la produzione di massa il fucile automatico a canna liscia TOZ-87 progettato da N. V. Bachanin.

## Prodotti principali

### Fucili, carabine e mitragliatori
TOZ-16, TOZ-17, TOZ-18, TOZ-21  carabine cal. 22 bolt action, periodo sovietico
TOZ-78, TOZ-99 nuova generazione di carabine cal. 22 bolt action da cui deriva la Winchester Wildcat
TOZ-122 carabina bolt action da caccia nei calibri .308, .30-06, .223 e 9,3 x 62 mm
TOZ-123 fucile automatico canna liscia a 3 colpi
TOZ-194 fucile ad anima liscia senza calcio

### Pistole
TOZ-35 pistola cal. .22 L.R. per la specialità olimpica Pistola Libera